# سیمون پالرمو
سیمون پالرمو (انگلیسی: Simone Palermo؛ زادهٔ ۱۷ اوت ۱۹۸۸) بازیکن فوتبال اهل ایتالیا است.
از باشگاه‌هایی که در آن بازی کرده‌است می‌توان به باشگاه فوتبال ویرتوس انتلا، باشگاه فوتبال فوجا، باشگاه فوتبال کرمونزه، باشگاه فوتبال ارورا پرو پاتریا ۱۹۱۹، باشگاه فوتبال پیاچنزا، باشگاه فوتبال آ.اس. رم، و باشگاه فوتبال پیستویزه اشاره کرد.
وی همچنین در تیم‌های ملی فوتبال زیر ۱۵ سال ایتالیا، زیر ۱۶ سال ایتالیا، زیر ۱۷ سال ایتالیا، زیر ۱۸ سال ایتالیا، و زیر ۱۹ سال ایتالیا بازی کرده‌است.